# Eremobittacus spinulatus
Eremobittacus spinulatus es una especie de insecto mecóptero de la familia Bittacidae y especie tipo del género Eremobittacus.
Es oriunda de América central siendo nativa de México. Fue descubierta en 1197 en Oaxaca y hasta 2015 no se encontró otro ejemplar, cuando fue redescubierta en Puebla. En ambas ocasiones fue encontrado en bosques secos tropicales. Presenta dimorfismo sexual.